# Frederick Parslow
Frederick Henry Parslow (né le 14 août 1932 et mort le 26 janvier 2017 à Caulfield, dans la banlieue de Melbourne, dans l'État de Victoria en Australie) est un acteur australien.

## Biographie
Frederick Parslow a joué dans plusieurs films et séries télévisées, notamment dans les feuilletons télévisés à succès international The Sullivans et Les Voisins (Neighbours en v.o.).
Il a également été actif au théâtre, ayant été membre de la Melbourne Theatre Company pendant près de trente ans, rejoignant la compagnie lors de sa fondation en 1953, alors connue sous le nom de Union Theatre Repertory Company, et faisant sa première apparition dans une production itinérante de La Nuit des rois (Twelfth Night en v.o).
Bien qu'il soit une figure dominante de la scène théâtrale de Melbourne, Parslow était généralement réticent à accepter des rôles à la télévision.
Il a fait des apparitions à la télévision dans les années 1960, dans des sketches comiques et de variétés avec des collègues du théâtre dans The Ray Taylor Show et In Melbourne Tonight
Parmi les rôles mineurs, citons Bluey, Skyways et Cop Shop, les incontournables de Crawford Productions.
Frederick Parslow a également joué dans plusieurs mini-séries et téléfilms, notamment dans Against the Wind et The Humpty Dumpty Man.
Frederick Parslow a également fait des apparitions dans des films, notamment  en 1973 dans Alvin Purple, dans le rôle du père d'Alvin, et en 1977 dans le film de Peter Weir La Dernière Vague (The Last Wave en v.o.), dans le rôle du révérend Burton.

## Récompenses et distinctions
Frederick Parslow a été nommé membre de l'Ordre d'Australie en 1987, pour services rendus aux arts du spectacle.

## Vie privée
En 1961, Frederick Parslow épouse l'actrice Joan Harris, née à Adélaïde, qui était également une éminente artiste de théâtre. À partir du milieu des années 1940, celle-ci était également directrice artistique, directrice de théâtre, créatrice de costumes et enseignante, et fut directrice du théâtre à la Melbourne Theatre Company de 1972 à 1997. Elle est morte cinq mois avant lui en septembre 2016.
Ensemble, ils ont eu un fils, Justin Harris Parslow, qui est également acteur.